# Al Tripoli
Salvatore Peter Tripoli, conosciuto come Al Tripoli ma noto anche come Jackie Williams (5 dicembre 1904 – 7 marzo 1990), è stato un pugile statunitense.

## Palmarès

### Olimpiadi
- Argento a Parigi 1924 nei pesi gallo.